# Brachium
Brachium (σ Librae / 20 Librae) es el nombre de una estrella de magnitud aparente +3,25 situada en la constelación de Libra.
Originariamente recibió la denominación de Bayer Gamma Scorpii, a pesar de encontrarse lejos del límite con Escorpio. No fue hasta el siglo XIX cuando recibió la actual designación de Sigma Librae.

## Nombre
Brachium, término utilizado por Johann Bayer, proviene del latín, y su significado es «brazo». Otro título que recibe esta estrella es Zubenhakrabi, del árabe Zubān al ʽAḳrab, «la pinza del escorpión».
Un tercer nombre para esta estrella es Cornu, «el cuerno».
En China recibía el nombre de Chin Chay, el «carro del campamento».

## Características físicas
A una distancia de 292 años luz del sistema solar, Brachium es una gigante roja con una temperatura superficial de 3600 K. De tipo espectral M3-4III, es 1900 veces más luminosa que el Sol. Su radio, 110 veces más grande que el radio solar, es equivalente a 0,52 UA; situada en el centro del sistema solar, se extendería hasta la mitad de la distancia entre la Tierra y el Sol. Se piensa que se está transformando en gigante por segunda vez —ahora con un núcleo inerte de carbono y oxígeno— en su camino hacia una variable Mira.
Brachium es una estrella variable semirregular de tipo SRB, con una variación de brillo de 0,26 magnitudes a lo largo de un período de 20,0 días.